# 民主革命党 (新疆)

民主革命党中央委员会主席阿不都克里木·阿巴索夫

民主革命党是中国新疆历史上的一个共产主义政党。
1946年，新疆共产主义者同盟负责人李泰玉、陈锡华同三区革命及东突厥斯坦革命党领导人阿不都克里木·阿巴索夫取得联系，达成建立统一的地下革命组织的共识，以推动新疆的革命运动进一步发展。不久，阿巴索夫借赴南京参加国民大会之机，受东突厥斯坦革命党和新疆共产主义者同盟的委托，与中国共产党驻南京代表团负责人董必武取得联系。
阿巴索夫从南京返回迪化后，于1947年2月3日在自己家中召开了东突厥斯坦革命党和新疆共产主义者同盟领导人联席会议。会议决定将东突厥斯坦革命党和新疆共产主义者同盟合并为民主革命党。双方原来的组织解散，成员一律转入新党。会议推选阿巴索夫为该党的中央委员会主席，李泰玉、艾斯海提·伊斯哈科夫为副主席，赛福鼎·艾则孜、赛都拉·赛甫拉也夫、阿不都拉·扎克洛夫、安尼瓦尔·汗巴巴、陈锡华、罗志、于江志、禹占林为中央委员。会议还通过了参照中国共产党章程制定的《民主革命党章程》，明确规定该党的宗旨是“团结和领导新疆各族人民，首先完成民族民主革命,同时按照社会发展的倾向,向更高级的新社会迈进。”，任务是“以辩证唯物主义与历史唯物主义武装自己”，“为了避免使群众特别是青年和中年知识分子成为泛伊斯兰主义、泛突厥主义、大民族主义或狭隘民族主义者，而向他们进行党的教育，用党的理论政策武装他们”。
民主革命党成立后，在新疆各地建立了组织，开展政治宣传。1947年3月29日，出于安全考虑（此前新疆国民党当局的特务曾袭击三区代表在迪化的办公处，并在新疆各地逮捕进步人士），该党的领导机关启程迁往伊宁。到达伊宁后，民主革命党发行机关报——《民主报》，李泰玉任主编。《民主报》刊登了大量反对民族分裂和宣扬马列主义民族观的各类文章。但是，东突厥斯坦革命党在伊犁的其他成员不认可民主革命党的成立，仍坚持以“东突厥斯坦革命党”的名义活动。1948年2月，东突厥斯坦革命党正式解散，但该党成员仍继续以东突厥斯坦革命党的名义开展了一段时间的秘密活动。
1948年7月，民主革命党在伊宁解散。同年8月1日，原民主革命党的成员和其他一些新疆左翼团体联合成立了统一战线组织新疆保卫和平民主同盟。